# Szalizsan Sakirovics Saripov
Szalizsan Sakirovics Saripov (oroszul: Салижан Шакирович Шарипов) (Özgön, Kirgizisztán, 1964. augusztus 24. –) orosz pilóta, űrhajós, ezredes. Kirgizisztánban született, de üzbég nemzetiségű.

## Életpálya
Érettségi után – sikertelen pilótafelvételi miatt – könyvelést tanult. 1987-ben mérnök-pilóta főiskolai diplomáját a Harkovi Katonai Repülő Intézetben (VVAUL) szerezte. Katonaként volt pilóta, vezető pilóta, kiképző pilóta. Állomáshelye a Közép-ázsiai katonai körzet. Felsőfokú környezetvédelmi-mérnök képesítést Moszkvában az Állami Egyetem Nemzetközi Képzési Központjában kapott.
1990. május 11-től részesült űrhajóskiképzésben. Két űrszolgálat alatt összesen 201 napot, 14 órát, 48 percet és 53 másodpercet töltött a világűrben. Két űrsétán (kutatás, szerelés) összesen 10 órát töltött az űrállomáson kívül. 2005-től 2006-ig dolgozott a Lyndon B. Johnson Űrközpontban. 2006. november 26-tól a Jurij Gagarin Űrhajóskiképző Központ (CPK) helyettes parancsnoka. Űrhajós pályafutását 2008. július 18-án fejezte be.

## Űrrepülések
- STS–89 az Endeavour űrrepülőgép útja a Mir-űrállomásra, legénységcserén kívül szállítási (létfenntartás, kutatási eszközök, műszerek) feladatot is ellátott. Első űrszolgálata alatt összesen 8 napot, 19 órát, 46 percet és 54 másodpercet töltött a világűrben. Pozíciója űrállomás specialista.
- Szojuz TMA–5 fedélzeti mérnöke. Második űrszolgálata alatt összesen 192 napot, 19 órát és  2 percet töltött a világűrben. Második űrszolgálata alatt összesen 192 napot, 19 órát, 1 percet és 59 másodpercet töltött a világűrben. Kettő űrséta (kutatás, szerelés) alatt 10 órát töltött az űrállomáson kívül.

### Tartalék személyzet
- Szojuz TM–29 parancsnok
- Szojuz TM–30 parancsnok
- STS–113 az Endeavour űrrepülőgép űrállomás specialistája
- Szojuz TMA–4 parancsnok
- Szojuz TMA–11 parancsnok

## Kitüntetések
- Megkapta az Arany Csillag kitüntetést.